# Atli, der Bestmann
Atli, der Bestmann versammelt zwei Erzählungen von Ernst Wiechert, die 1938 in Berlin erschienen.

## Handlung

### Atli, der Bestmann
Die Besatzung des 23 Meter langen dreimastigen Schoners „Marianne“ besteht aus dem Kapitän, seinem Bestmann Atli, vier Matrosen und dem Ich-Erzähler. Letzterer ist ein junger Schriftsteller, der die Fahrt mit einer Fracht Holz nach Newcastle auf Anfrage des Reeders mitmacht, weil er ein Gedicht auf die „Marianne“ veröffentlicht hatte. Der Erzähler – eine Landratte – kommt auf See mit dem Bestmann ins Gespräch und fragt ihn nach der Herkunft seines Namens. Atli habe als Kind Athlet werden wollen und keiner im Umkreis habe seinerzeit das Wort aussprechen können. Der Erzähler lernt auf der Fahrt Atli schätzen. Beide Männer werden Freunde.
In Newcastle wird die Fracht gelöscht und für die Rückfahrt nach Schweden Kleie geladen. Auf der Rückreise stirbt der Kapitän. Atli übernimmt die Führung des Schiffes. In einem Sturm kommt das Schiff vom Kurs ab. Atli kehrt nach dem Unwetter nicht um, sondern segelt in das Land seiner Träume: über Fayal, die Bahamas bis in den Amazonenstrom hinein. Eines Morgens ist der selbsternannte Kapitän Atli fort. Der Erzähler erinnert sich an den Vorabend, an das helle, kühne Gesicht des Bestmannes, als er stromaufwärts blickend, sich nach der Ferne sehnend, gemeint hatte, der Strom sei das Größte gewesen, das er jemals gesehen hätte.
Dank eines neuen zweiten Steuermanns wieder daheim in Skandinavien vor Anker gegangen, hat die Fünf-Mann-Besatzung Glück. Der Reeder lässt noch einmal Gnade vor Recht ergehen.

### Tobias
Der Student Tobias kehrt der Universitätsstadt den Rücken und marschiert vier Tage lang südwärts zu seiner Großmutter. Tobias hat getötet. Dreimal hat er geschossen. Als Tobias zuhause angelangt ist, wirft er die übriggebliebenen Patronen samt Pistole in den Mühlgraben. Das restliche Geschehen spielt sich in der Mühle der Großmutter ab und handelt von einer Überwindung. Ernst Wiechert trägt den „Kampf“ zwischen Großmutter und Enkel in Form eines Gleichnisses vor. Tobias denkt zurück an Kinderzeiten. Seine Erziehung hatte damals in den Händen der Großmutter gelegen. Da waren einmal Schweigen, Warten und Beten die drei großmütterlichen Instrumente zur Bekehrung des lügnerischen Apfeldiebes Tobias gewesen. So auch jetzt. Die Instrumente der Großmutter zur Einkehr des wiederum lügnerischen Tobias, diesmal eines Mannes, der getötet hat, sind dieselben geblieben. Wiederum hat die Verfahrensweise der Großmutter Erfolg. Sie lässt, als sie ihr neuerlichen Erziehungswerk schweren Herzens getan hat, anspannen und den Enkel zur Stadt fahren.

## Textausgaben
- Ernst Wiechert: Atli der Bestmann. Tobias. Zwei Erzählungen. G. Grote'sche Verlagsbuchhandlung, Berlin 1938 (Grotes Aussaat-Bücher. Bd. 19). 55 Seiten (Erstausgabe).
- Atli, der Bestmann (PDF; 90 kB, verwendete Ausgabe).
- Tobias. S. 73–94 in Erzählungen. Verlag L. Schwann, Düsseldorf 1947. Bücherei der Jugend. Leitung Josef Rick. Bd. 2. 139 Seiten (Die Hirtennovelle. Tobias. Der Kinderkreuzzug. Mein erster Adler) (Verwendete Ausgabe).